# Aretha Arrives
Aretha Arrives — 12-й студійний альбом американської співачки Арети Франклін, що вийшов 4 серпня 1967 року на лейблі Atlantic Records. Записаний 20-23 червня 1967 року на студії Atlantic Studios в Нью-Йорку.
У 1967 році альбом посів 1-е місце в чарті R&B Albums і 5-е місце у чарті Billboard 200 журналу «Billboard». 1967 року сингл «Baby I Love You» посів 1-е місце в чарті R&B Singles і 4-е місце в чарті Billboard Hot 100.

## Опис
Сесії звукозапису проходили 20-23 червня 1967 року на студії Atlantic Studios в Нью-Йорку, під час якої було записано 15 пісень. У записі взяли участь Томмі Когбілл — бас, Джо Саут і Джиммі Джонсон — гітара, Роджер Гокінс — ударні, Спунер Олдгем і Трумен Томас — фортепіано, орган і електропіаніно і Тед Сомерс — вібрафон. У секцію духових увійшли: Чарлі Чалмерс — тенор-саксофон, Мелвін Ласті — труба і Тоні Стадд — тробмон (бас), а також штатний музикант Atlantic з Нью-Йорка Кінг Кертіс — тенор-саксофон. На 4 з 11 пісень бек-вокал належить сестрам Арети, Ермі і Керолін Франклін. На двох піснях бек-вокал гурту The Sweet Inspirations (Емілі Х'юстон, Сілвія Шемвелл, Мірна Сміт і Естель Браун)
Альбом офіційно вийшов 4 серпня 1967 року. 1967 року він посів 1-е місце в чарті R&B Albums і 5-е місце у чарті Billboard 200 журналу «Billboard».
Єдиний виданий у 1967 році сингл з альбому «Baby I Love You» (Atlantic 2427) посів 1-е місце в чарті R&B Singles і 4-е місце в чарті Billboard Hot 100. «Prove It» вийшов 22 листопада 1967 року на стороні Б синглу «Chain of Fools» (Atlantic 2464).

## Список композицій
1. «Satisfaction» (Мік Джаггер, Кіт Річардс)  — 2:40
2. «You Are My Sunshine» (Джиммі Девіс, Чарлз Мітчелл)  — 4:22
3. «Never Let Me Go» (Джо Скотт)  — 2:54
4. «96 Tears» (Руді Мартінс) — 2:21
5. «Prove It» (Ренді Евреттс, Горас Отт)  — 3:00
6. «Night Life» (Віллі Нельсон)  — 3:14
7. «That's Life» (Келлі Гордон, Дін К. Томпсон) — 3:30
8. «I Wonder» (Сесіл Гант, Реймонд Левін)  — 4:25
9. «Ain't Nobody (Gonna Turn Me Around)» (Керолін Франклін) — 2:38
10. «Going Down Slow» (аранж. Арета Франклін) — 4:33
11. «Baby, I Love You» (Ронні Шеннон)  — 2:44

Усі композиції були записані на студії Atlantic Studios в Нью-Йорку:
- 20 червня 1967 (2, 4, 10)
- 21 червня 1967 (1, 3, 7)
- 23 червня 1967 (5, 6, 8, 9, 11)

## Учасники запису
- Арета Франклін — вокал (усі), фортепіано (2, 3, 4, 6, 8, 9, 10)
- Спунер Олдгем — фортепіано (1), електропіаніно (5, 7, 8, 11), орган (2, 4, 6, 9, 10) і вібрафон (3)
- Трумен Томас — орган (1, 3)
- Джиммі Джонсон — електрична гітара (1, 2, 4, 5, 6, 9, 10, 11), акустична гітара (3, 8)
- Джо Саут — електрична гітара (1, 2, 4, 5, 6, 8, 9, 10, 11)
- Томмі Когбілл — бас
- Роджер Гокінс — ударні
- Тед Сомерс — вібрафон (5, 7)
- Арета Франклін, Керолін Франклін і Ерма Франклін — бек-вокал (2, 4, 7, 11)
- The Sweet Inspirations (Емілі Х'юстон, Сільвія Шемвелл, Мірна Сміт і Естель Браун) — бек-вокал (5, 9)

Духові
- Мелвін Ласті — труба
- Кінг Кертіс, Чарлз Чалмерс — тенор-саксофон
- Тоні Стадд — тромбон (бас)
- Віллі Бриджес — баритон-саксофон (1, 2, 4, 7, 9, 10, 11)
- Ральф Бернс — аранжування струнних інструментів і валторн

Технічний персонал
- Джеррі Векслер — продюсер
- Аріф Мардін, Том Дауд — інженер звукозапису, аранжування
- Хейдж Адішян — дизайн обкладинки
- Джеррі Шатцберг — фотографія обкладинки
- Нед Гентофф — текст до обкладинки

## Хіт-паради
Альбоми
| Рік  | Чарт          | Позиція |
| ---- | ------------- | ------- |
| 1967 | R&B Albums    | 1       |
| 1967 | Billboard 200 | 5       |

Сингли
| Рік  | Сингл             | Чарт              | Позиція |
| ---- | ----------------- | ----------------- | ------- |
| 1967 | «Baby I Love You» | R&B Singles       | 1       |
| 1967 | «Baby I Love You» | Billboard Hot 100 | 4       |

## Видання
| Країна | Дата | Лейбл    | Формат | Каталог |
| ------ | ---- | -------- | ------ | ------- |
| США    | 1967 | Atlantic | LP     | SD-8150 |